# Намы
На́мы (якут. Намыы) — село в Булунском улусе Якутии России. Административный центр и единственный населённый пункт Борогонского наслега.

## География
Село находится за Северным полярным кругом, на левом берегу реки Омолой, на расстоянии 280 км к юго-востоку от посёлка Тикси, административного центра улуса.

## История
Село основано в 1925 году.
Согласно Закону Республики Саха (Якутия) от 30 ноября 2004 года N 173-З N 353-III село возглавило образованное муниципальное образование Борогонский наслег.

## Население
| 2002 | 2010 | 2012 | 2013 | 2014 | 2015 | 2016 |
| ---- | ---- | ---- | ---- | ---- | ---- | ---- |
| 488  | ↗526 | ↘523 | ↗525 | ↘521 | →521 | ↘503 |
| 2017 | 2018 | 2019 | 2020 | 2021 |      |      |
| ↗504 | ↘503 | ↘493 | ↗495 | ↗525 |      |      |

## Улицы
| - ул. Горбунова, - ул. Жиркова, | - ул. Омолойская, - ул. Портовская. |

## Экономика
Основу экономики составляют оленеводство, рыболовство и охотничий промысел.

## Инфраструктура
В селе действуют дом культуры, народный театр, средняя школа, учреждения здравоохранения и торговли, центральная усадьба совхоза «Приморский».